# برت پاول
برت پاول (انگلیسی: Bert Powell؛ 23 November 1885 – ۲۸ سپتامبر ۱۹۵۷) بازیکن فوتبال اهل بریتانیا بود.
از باشگاه‌هایی که در آن بازی کرده‌است می‌توان به باشگاه فوتبال ناتینگهام فارست، باشگاه فوتبال پورتسموث، باشگاه فوتبال بارنزلی، باشگاه فوتبال برنتفورد، باشگاه فوتبال گیلینگام، باشگاه فوتبال ای‌اف‌سی بورنموث، باشگاه فوتبال وورکساپ تاون، باشگاه فوتبال چسترفیلد، باشگاه فوتبال کارلایل یونایتد، باشگاه فوتبال کاونتری سیتی، باشگاه فوتبال گرزلی، باشگاه فوتبال بیرمنگام سیتی، و باشگاه فوتبال گرنثم تاون اشاره کرد.